# Le Travail en équipe
 (mai 2025).
Motif : Absence de sources centrées
- Archive Wikiwix
- Bing
- Cairn
- DuckDuckGo
- E. Universalis
- Gallica
- Google
- G. Books
- G. News
- G. Scholar
- Persée
- Qwant
- (zh) Baidu
- (ru) Yandex
- (wd) trouver des œuvres sur Wikidata

| 1. | Préciser le motif de la pose du bandeau. | Précisez le motif de la pose du bandeau en utilisant la syntaxe suivante : {{admissibilité à vérifier\|date=mai 2025\|motif=remplacez ce texte par le motif}}                             |
| 2. | Informer les utilisateurs concernés.     | Pensez à avertir le créateur de l'article, par exemple, en insérant le code ci-dessous sur sa page de discussion : {{subst:avertissement admissibilité à vérifier\|Le Travail en équipe}} |

Le Travail en équipe est un ouvrage paru chez ESF Editeur du psycho-sociologue et psychopédagogue français Roger Mucchielli traitant des avantages et des conditions de mise en œuvre du travail en groupe.

## Définition du concept
Le travail en équipe ne va pas de soi. Il nécessite un effort personnel et une compétence qui s'acquiert peu à peu à partir d'une volonté de cohésion et d'organisation. Elle repose sur des règles précises qui doivent dans la réalité conduire à impulser une dynamique au groupe.
Tel est le but de cet ouvrage qui permet une bonne approche du travail en équipe avec ses deux volets complémentaires portant sur la théorie et la pratique. Il permet d'apporter des réponses aux questions essentielles que soulèvent ce domaine d'application :
– Quels sont les facteurs clés du travail en équipe ?
– Comment s'exerce l'autorité dans l'équipe et Quel est son rapport à l'action ?
– Comment naît l'esprit d'équipe ?
« Il faut se doter des moyens appropriés pour faire d’un groupe, une équipe orientée vers la réalisation d’un but commun et pour maintenir vivante l’équipe ainsi constituée. »

## Mécanismes de fonctionnement
« Dans la mesure où comme le disait Durkheim, « les valeurs morales sont des valeurs sociales », il n’est pas étonnant de constater que l’appartenance à une équipe devient rapidement une éthique. Toute équipe possède ses propres normes, valeurs et codes moraux auxquels chacun se retrouve, ce qui soude ses membres et crée un véritable esprit d’équipe.
Chaque membre de l’équipe s’identifie à son groupe, car dit-il, s'identifier au groupe, « c’est sentir le considérer comme le sien, les réalisations du groupe comme siennes, ses succès et ses échecs comme siens. L’identification n’est pas soumission, dévalorisation, démission mais au contraire, elle est un moyen de satisfaction, d’acquisition de prestige, et par là valorisante. »
Mais elle comporte aussi ses difficultés, ses limites, où chaque individu doit apporter sa pierre à l'édifice. Un seul élément peut mettre en péril l'équilibre global sur lequel il repose ou au contraire représenter un élément de stabilité, un gage de cohésion qui renforce les liens inter personnels. La présence d'un individu à fort potentiel peut donc être tantôt un élément positif, tantôt un élément négatif selon son comportement ou le niveau d'évolution du groupe. Il existe ainsi une espèce de cercle vertueux qui fait qu'une action positive développe les interactions positives alors qu'inversement, un cercle vicieux aura tendance à renforcer méfiance et mauvaise volonté. Mais si nul n'est irremplaçable, il faut bien constater que le départ d'un 'leader naturel' doit être géré avec minutie sous peine de voir se déliter le groupe. « Une équipe trop fortement liée à une personnalité dominante ou prestigieuse risque aussi de disparaître avec son chef ou de se transformer en association du souvenir » conclut Roger Mucchielli.

## Conditions de réussite du travail collectif
Ceci nous conduit à identifier ce qui influe sur la réussite ou l'échec d'un groupe. Selon Roger Mucchielli {« Le travail en équipe, les conditions du travail d’équipe »}, plusieurs conditions doivent être réunies :
1. Une communication facile entre les personnes, sans discrimination et sans a priori ;
2. Le respect de la parole et la libre expression des désaccords et des tensions ;
3. La non mise en question de la participation affective du groupe ;
4. L’entraide entre tous ses membres ;
5. La volonté de suppléance d’un membre défaillant ;
6. La connaissance des aptitudes et des limites de chacun ;
7. La division du travail après élaboration en commun d’objectifs et acceptation d’une structure si la tâche l’exige et en fonction de la tâche ;
8. La définition d’une structure précise si la tâche l’exige et en fonction de cette tâche ;
9. La mutualisation des forces.

La réussite exige aussi qu'il existe une bonne homogénéité des membres du groupe dans l'idée qu'ils se font des exigences et des objectifs. La complémentarité, et même l'émulation entre ses membres sont des facteurs d’efficacité importants qu'il ne faut pas négliger, « l’hétérogénéité des compétences est facteur de richesse des échanges, de créativité du groupe, et d’une division efficace des rôles » précise Roger Mucchielli.
Une trop grande hétérogénéité d'un groupe peut nuire à sa réussite, devenir rapidement source de tensions, avec des personnalités très affirmées, opposées voire antagonistes. À l'inverse, l'excès de compétition pour des questions de statut, de leadership ou de rémunération peut gravement nuire à la coopération entre les membres du groupe. L’optimum à atteindre est donc un dosage délicat entre compétition et collaboration car conclut Roger Mucchielli, « à l’intérieur d’un jeu d’équipe ... chaque coéquipier cherche le coup personnel prestigieux qui assure à la fois son succès et celui de l’équipe. »